# 우루스 칸
우루스는 백장 한국의 제 8대 칸(1374년~1376년)이었으며 청장 한국의 칸(재위:1376년 ~1377년)이었다. 그는 징기스칸과 쥬치, 오르다의 후손이며 우루스는 또한 토흐타미시의 할아버지이다.
그는 강력한 칸으로 타멀레인에 의해 스텝으로 몰렸다. 직후에 죽었다. 그는 독립 카자흐의 최초의 칸이었다고 할 수 있다. 우루스는 시그나크를 재건하였는데 백장한국의 수도였다. 그의 가족으로는 아들 침타이는 백장한국의 이전의 칸이었고 토크타미시 칸의 삼촌이었다.
우루스는 적어도 세 아들이 있었는데 쿠틀룩부가는 우루스보다 몇 달 먼저 죽었다. 토흐타키야가 그를 계승하였으며 티무르 말리크는 토흐타키야를 계승하였다.